# Austrian Motorsport Federation
Die Austrian Motorsport Federation (AMF) hat die Sporthoheit für den Motorsport in Österreich. Die AMF ist die Nachfolgeorganisation der Obersten Nationalen Sportkommission für den Motorsport (OSK).

## Allgemein
Die AMF vertritt die nationalen Interessen in den Weltverbänden FIA und FIM und hat bei der FIA den Status eines ASN (franz.: Autorité Sportive Nationale, Träger der nationalen Sporthoheit), und bei der FIM den Status einer FMN (franz.: Fédération Motocyclisme National, nationale Mitglieds-Föderation der FIM/FIM Europe). Entsprechend ist die AMF für die Umsetzung und Überwachung der internationalen Vorschriften und für die Vergabe von Lizenzen zuständig. Sie ist berechtigt, internationale FIA- und FIM-Lizenzen für ihre nationalen Lizenznehmer auszustellen.

## Umbenennung
Im Juni 2016 beschloss die Generalversammlung des ÖAMTC, die Oberste Nationale Sportkommission für den Motorsport (OSK) in Austrian Motorsport Federation zum Jahreswechsel 2016/2017 umzubenennen.

## Aufgaben
Die AMF und ihre Ausschüsse und Kollegien organisieren die AMF-Meisterschaften, die Staatsmeisterschaften, die nationalen Streckenabnahmen und den nationalen Veranstaltungskalender. Die AMF ist auch zuständig für die Reglements, deren Überwachung und der zugehörigen Sportgerichtsbarkeit.
Ebenso ist die AMF und ihre Prüfungskommission für die Ausbildung der Sportwarte (z. B. der Sportkommissare) verantwortlich.

## Unterstrukturen
Die AMF besteht aus sieben Landes-Sportkommissionen:
- Wien/Niederösterreich/Burgenland
- Tirol
- Kärnten
- Oberösterreich
- Salzburg
- Steiermark
- Vorarlberg